# Norman Wolf
Norman S. („Norm“) Wolf (* 22. Juli 1927 in Kansas City, Missouri; † 24. Januar 2017 in Seattle, Vereinigte Staaten) war ein amerikanischer Tierarzt und Professor für Pathologie an der University of Washington. Wolf war einer der ersten Wissenschaftler, die sich ernsthaft mit Geroscience beschäftigten, also der Wissenschaft vom Altern. Sein besonderes Interesse galt dabei zellulären Alterungsprozessen sowie dem Altern der Linse in verschiedenen Spezies, besonders im Zusammenhang mit altersbedingtem Grauem Star, sowie der Rolle von Sirtuin-1 im Alterungsprozess. Zu diesen Themen publizierte er diverse Artikel in der wissenschaftlichen Literatur. Daneben war Wolf auch der Herausgeber des Standardwerks The Comparative Biology of Aging.
Wolf starb am 24. Januar 2017 im Alter von 89 Jahren in seiner Wohnung in Seattle.